# Michał Kubisztal
Michał Kubisztal (ur. 23 marca 1980 w Tarnowie) – polski piłkarz ręczny, lewy rozgrywający. Czterokrotny król strzelców polskiej ekstraklasy. Od sezonu 2021/22 zawodnik SPR Orzeł Przeworsk.

## Kariera sportowa
Występował w Pałacu Tarnów i Unii Tarnów. Następnie był zawodnikiem Śląska Wrocław. W latach 2003–2007 reprezentował barwy Zagłębia Lubin, z którym w sezonie 2006/2007 wywalczył mistrzostwo Polski. Będąc graczem lubińskiego klubu trzykrotnie został królem strzelców Ekstraklasy – w sezonach: 2003/2004 (223 bramki), 2004/2005 (188 bramek) i 2006/2007 (222 bramki). W sezonie 2007/2008 w barwach Zagłębia rzucił 37 bramek w Lidze Mistrzów.
Od listopada 2007 do czerwca 2011 występował w Füchse Berlin, rozgrywając w Bundeslidze 108 meczów i rzucając 424 gole. Przez następne dwa lata był graczem Wisły Płock, w barwach której zdobył w sezonie 2011/2012 50 bramek w Lidze Mistrzów, natomiast w sezonie 2012/2013 rzucił 28 goli w Pucharze EHF. W latach 2013–2015 występował w Górniku Zabrze, zostając w sezonie 2013/2014 królem strzelców Superligi (194 bramki). W 2015 przeszedł do Azotów-Puławy, w których występował do 2017.
W maju 2016, w meczu Azotów-Puławy z MMTS-em Kwidzyn (31:22), zdobył swoją dwutysięczną bramkę w polskiej ekstraklasie. Stał się tym samym czwartym zawodnikiem w XXI w., który przekroczył granicę 2 tys. goli w najwyższej klasie rozgrywkowej (po Robercie Nowakowskim, Piotrze Obrusiewiczu i Mariuszu Jurasiku).
W 1999 uczestniczył w mistrzostwach Europy juniorów w Portugalii, podczas których zdobył 29 bramek. W 2000 wystąpił w młodzieżowych mistrzostwach Europy w Grecji, w których rzucił 16 goli. W reprezentacji Polski seniorów zadebiutował 21 grudnia 2002 w meczu z Czechami (33:33). W 2003 wziął udział w mistrzostwach świata w Portugalii, natomiast w 2013 w mistrzostwach świata w Hiszpanii (zdobył 18 bramek). W 2014 uczestniczył w mistrzostwach Europy w Danii, po których zakończył grę w kadrze.

## Życie prywatne
Żonaty ze szczypiornistką Sabiną Kubisztal. Jego bracia – Mariusz, Dariusz i Maciej – również zostali piłkarzami ręcznymi.

## Sukcesy
Zagłębie Lubin
- Mistrzostwo Polski: 2006/2007

Indywidualne
- Król strzelców Ekstraklasy/Superligi:
  - 2003/2004 (223 bramki; Zagłębie Lubin)
  - 2004/2005 (188 bramek; Zagłębie Lubin)
  - 2006/2007 (222 bramki; Zagłębie Lubin)[2]
  - 2013/2014 (194 bramki; Górnik Zabrze)[5]
- 2. miejsce w klasyfikacji najlepszych strzelców Superligi: 2011/2012 (157 bramek; Wisła Płock)[13]
- 3. miejsce w klasyfikacji najlepszych strzelców Ekstraklasy:
  - 2001/2002 (188 bramek; Śląsk Wrocław)[14]
  - 2005/2006 (170 bramek; Zagłębie Lubin)[15]
- 5. miejsce w klasyfikacji najlepszych strzelców Challenge Cup: 2006/2007 (62 bramki; Zagłębie Lubin)[16]